# Angerville-l'Orcher
Pour les articles homonymes, voir Angerville.
Angerville-l’Orcher est une commune française située dans le département de la Seine-Maritime en région Normandie.

## Géographie

### Localisation

Carte de la commune.

Commune du pays de Caux située dans le canton d'Octeville-sur-Mer.
Principaux écarts : la Romainerie, le Loir et Esclatot.

### Hydrographie
La commune est située dans le bassin Seine-Normandie. Elle n'est drainée par aucun cours d'eau.

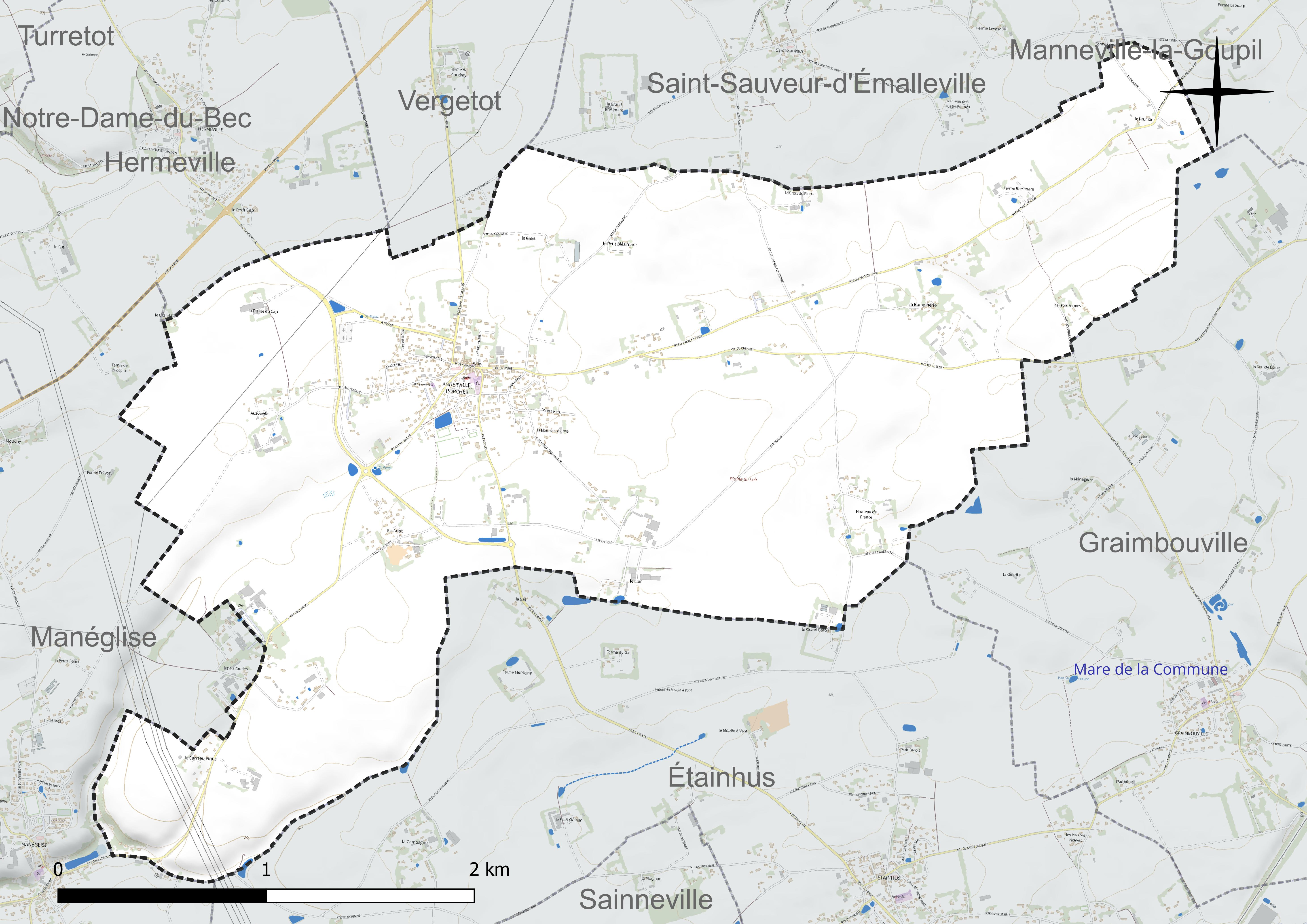
Réseau hydrographique d'Angerville-l'Orcher.

### Climat
Pour des articles plus généraux, voir Climat de la Normandie et Climat de la Seine-Maritime.
En 2010, le climat de la commune est de type climat océanique franc, selon une étude du CNRS s'appuyant sur une série de données couvrant la période 1971-2000. En 2020, Météo-France publie une typologie des climats de la France métropolitaine dans laquelle la commune est exposée à un climat océanique et est dans la région climatique Côtes de la Manche orientale, caractérisée par un faible ensoleillement (1 550 h/an) ; forte humidité de l’air (plus de 20 h/jour avec humidité relative> 80 % en hiver), vents forts fréquents. Parallèlement le GIEC normand, un groupe régional d’experts sur le climat, différencie quant à lui, dans une étude de 2020, trois grands types de climats pour la région Normandie, nuancés à une échelle plus fine par les facteurs géographiques locaux. La commune est, selon ce zonage, exposée à un « climat maritime », correspondant au Pays de Caux, frais, humide et pluvieux, légèrement plus frais que dans le Cotentin.
Pour la période 1971-2000, la température annuelle moyenne est de 10,2 °C, avec une amplitude thermique annuelle de 12,8 °C. Le cumul annuel moyen de précipitations est de 991 mm, avec 13,5 jours de précipitations en janvier et 8,9 jours en juillet. Pour la période 1991-2020, la température moyenne annuelle observée sur la station météorologique la plus proche, située sur la commune de Octeville-sur-Mer à 12 km à vol d'oiseau, est de 11,5 °C et le cumul annuel moyen de précipitations est de 790,7 mm,. Pour l'avenir, les paramètres climatiques de la commune estimés pour 2050 selon différents scénarios d'émission de gaz à effet de serre sont consultables sur un site dédié publié par Météo-France en novembre 2022.

## Urbanisme

### Typologie
Au 1er janvier 2024, Angerville-l'Orcher est catégorisée bourg rural, selon la nouvelle grille communale de densité à sept niveaux définie par l'Insee en 2022.
Elle est située hors unité urbaine. Par ailleurs la commune fait partie de l'aire d'attraction du Havre, dont elle est une commune de la couronne,. Cette aire, qui regroupe 116 communes, est catégorisée dans les aires de 200 000 à moins de 700 000 habitants,.

### Occupation des sols
L'occupation des sols de la commune, telle qu'elle ressort de la base de données européenne d’occupation biophysique des sols Corine Land Cover (CLC), est marquée par l'importance des territoires agricoles (92,1 % en 2018), une proportion sensiblement équivalente à celle de 1990 (92,3 %). La répartition détaillée en 2018 est la suivante :
terres arables (70,2 %), prairies (21,3 %), zones urbanisées (7,9 %), zones agricoles hétérogènes (0,6 %). L'évolution de l’occupation des sols de la commune et de ses infrastructures peut être observée sur les différentes représentations cartographiques du territoire : la carte de Cassini (XVIIIe siècle), la carte d'état-major (1820-1866) et les cartes ou photos aériennes de l'IGN pour la période actuelle (1950 à aujourd'hui).

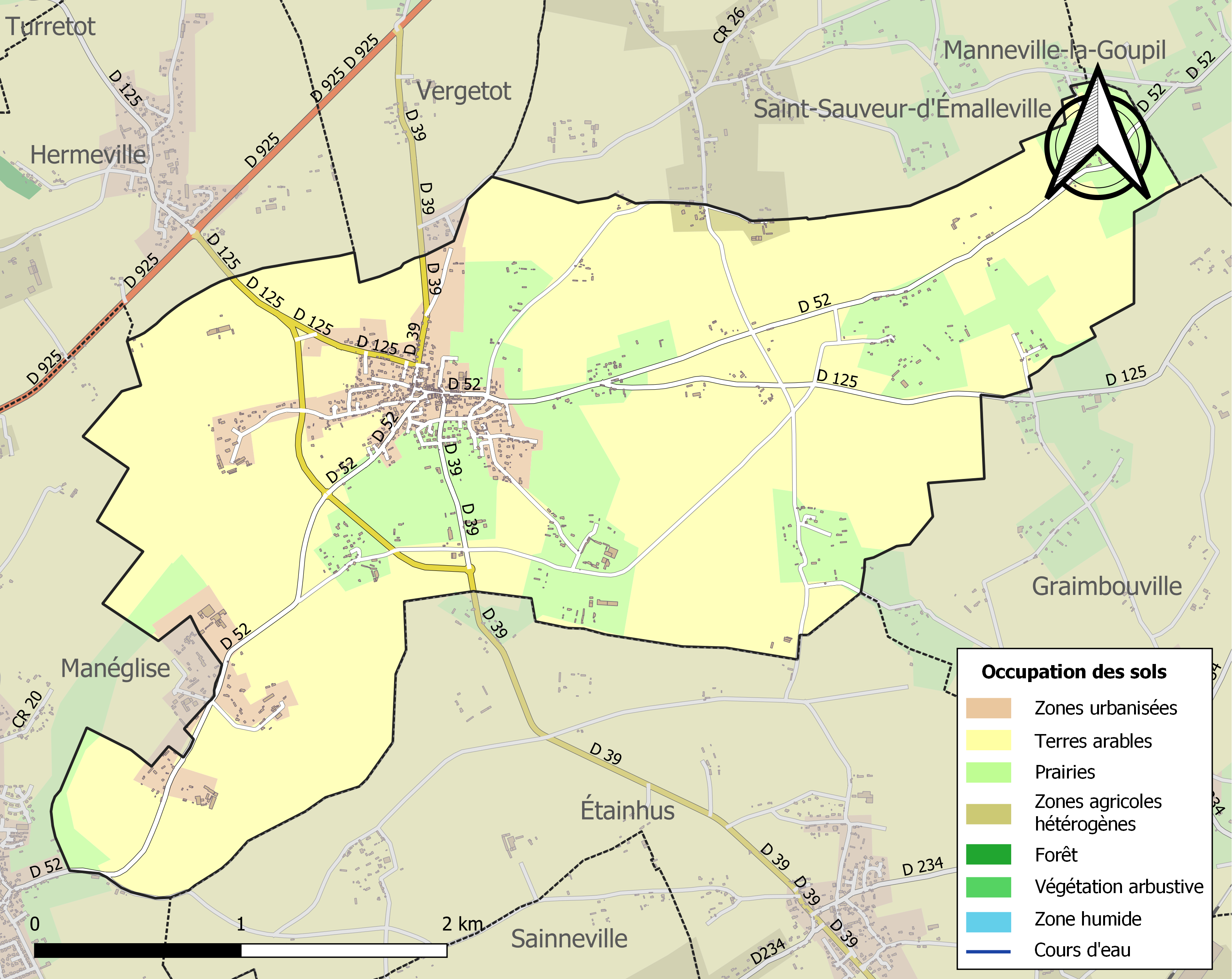
Carte des infrastructures et de l'occupation des sols de la commune en 2018 (CLC).

## Toponymie
Le nom de la localité est attesté sous les formes de Ansgervilla en 1199 ; Ecclesia de Angiervilla en 1261 ; Ansguierville l'Aurichier en 1319 ; Anguierville la Richier entre 1398 et 1403 ; Angierville l'Aurichier entre 1422 et 1459 ; Anguierville l'Aurrichier en 1405 ; Angerville l'Aurrechier en 1424 ; Anguierville l'Auricher en 1428 ; Angierville l'Aoricher en 1471 ; l'Aurrichier en 1490 ; Angiervilla en 1481 ; Angerville l'Aurechier en 1505 et 1506 ; Angerville L'Orrichier en 1519 ; Angierville l'Aurecher au XVIe siècle ; Angerville l'Orecher en 1648, Angerville l'Orcher entre 1704 et 1738 (Pouillés) ; Notre Dame d'Angerville l'Orcher en 1713 ; Angerville l'Orcher en 1715 (Frémont), en 1757 (Cassini), Angerville-Larcher en 1762-1767,.
La première partie du nom de la commune est constitué de deux éléments : le nom d'Asgeir ou Ansgar, d'origine scandinave, vraisemblablement celui du seigneur propriétaire des terres au Haut Moyen Âge, et le substantif latin de villa, renvoyant au domaine rural. Une autre possibilité serait d'invoquer le nom de la famille d'Anzeray.
Le qualificatif d’Orcher provient la célèbre famille Aurichier qui tirait justement son nom du château d'Orcher (jadis Aurichier) dans la paroisse de Gonfreville-l'Orcher. Aurichier est un nom de lieu anglo-scandinave, attesté sous cette forme dès le XIIe siècle, composé du vieil anglais alri, alor (moderne alder) « aulne » et du norrois kjarr « marais, bosquet d'arbrisseaux, broussaille ».

## Histoire

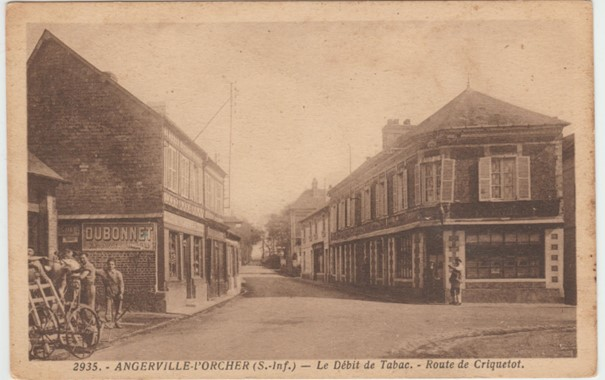
Photographie ancienne représentant un débit de tabac à Angerville l'Orcher.

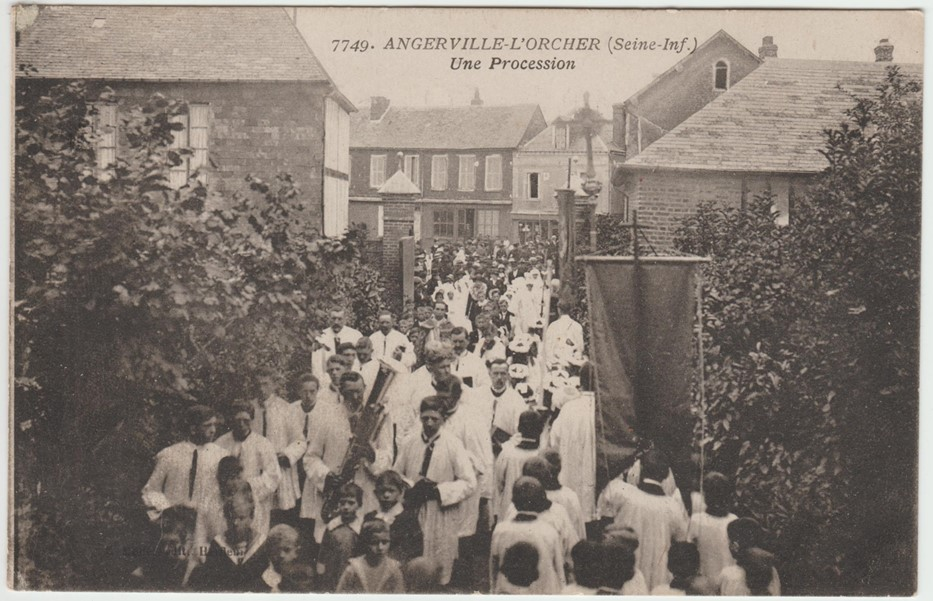
Photographie ancienne d'une procession religieuse à Angerville l'Orcher.

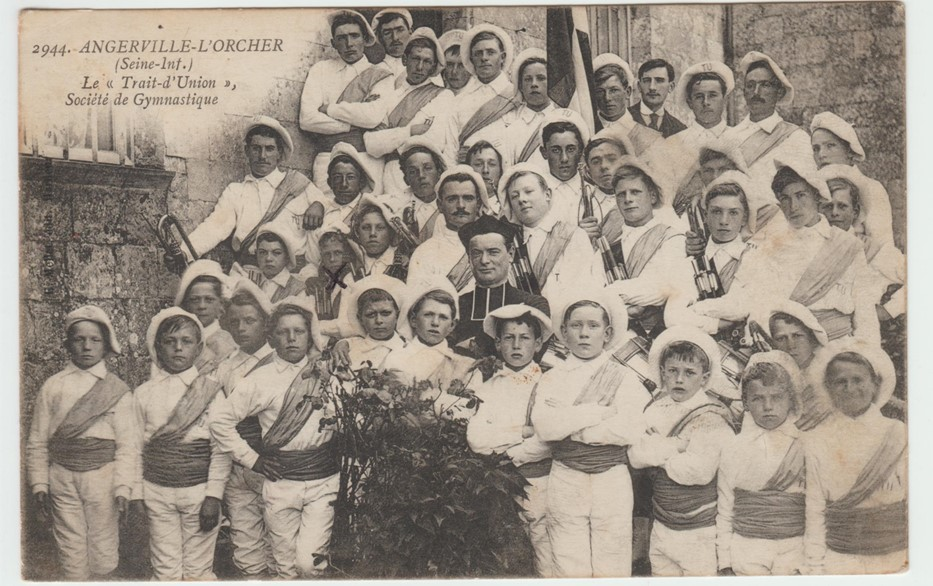
Photographie ancienne de la société de gymnastique Trait d'Union à Angerville l'Orcher.

La trouvaille d'une hache polie sur le territoire de la commune montre que le site était occupé dès la Préhistoire.
L'origine d'Angerville-l'Orcher se situe dans un établissement rural probablement fondé au Xe siècle. L’if millénaire, planté à côté de l'église et de son ancien cimetière, aurait été mis en terre à cette époque.
Au Moyen Âge, le fief d’Angerville appartenait aux seigneurs d’Orcher, notamment Guillaume d’Orcher, sire d’Auvrecher et d’Angerville, actif vers 1210. Cette possession féodale est confirmée par Philippe Auguste après la confiscation de 1204.
L'historien Auguste Lechevalier considère que cette paroisse était l'une des plus riches de la région en raison de la fertilité de son sol, à travers l'estimation de la valeur des cures donnée par le pouillé d'Eude Rigaud en 1275.

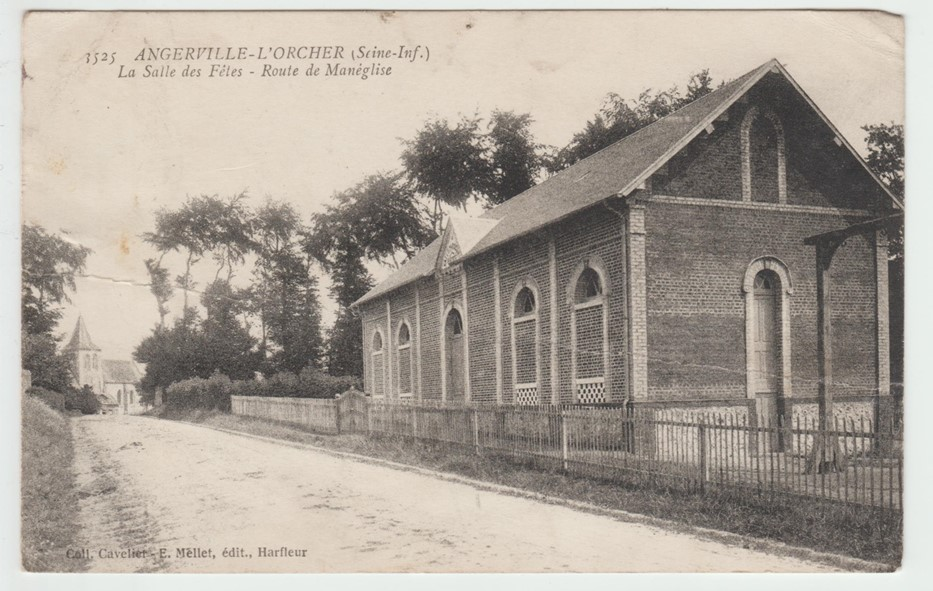
Photographie ancienne de l'ancienne salle des fêtes d'Angerville l'Orcher.

Au  XIVe siècle, Angerville-l’Orcher est un centre de fabrication de toile de lin où travaillent maîtres toiliers et apprentis.
En 1587, pendant les Guerres de Religion, le duc de Guise remporte, à proximité de ce village, une victoire sur 400 Suisses, alliés des protestants.
Vers 1745, la fabrique paroissiale est autorisée à loger le curé dans le presbytère établi dans un ancien manoir seigneurial.
Au cours de la Révolution française, la commune porta provisoirement le nom de L'Égalité. L'existence d'une société populaire comportant une petite cinquantaine de membres jacobins est attestée pendant la Terreur. Angerville l'Orcher était alors le chef-lieu d'un canton comptant huit communes.

## Politique et administration

### Liste des maires

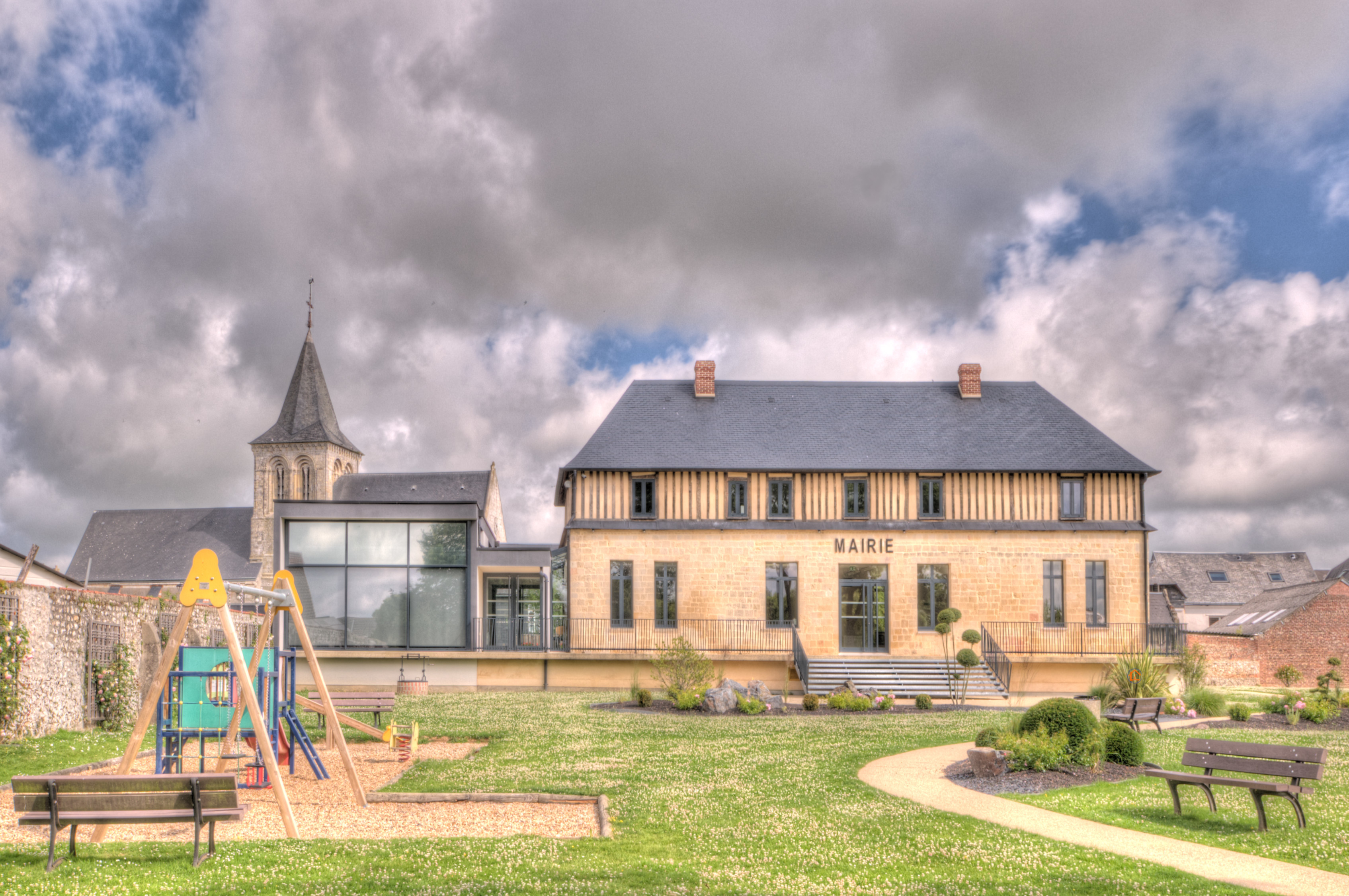
La nouvelle mairie d'Angerville l'Orcher (76280) installée dans l'ancien presbytère

| Période                                  | Période                    | Identité         | Étiquette | Qualité |
| ---------------------------------------- | -------------------------- | ---------------- | --------- | --- |
| Les données manquantes sont à compléter. |                            |                  |           | |
| 1959                                     | 1992                       | Bernard Gauvain  |           | |
| 1992                                     | 1995                       | Lucien Hanin     |           | |
| 1995                                     | 2008                       | Max Preud'homme  |           | |
| 2008                                     | mai 2020                   | Florence Durande | DVD-LR    | Présidente de la CC du canton de Criquetot-l'Esneval (2014 → 2018) Vice-présidente de la CU Le Havre Seine Métropole (2019 → 2020) Conseillère départementale d'Octeville-sur-Mer (2015 → ) |
| juillet 2020                             | En cours (au 11 août 2020) | Frédéric Basille |           | |

## Démographie
L'évolution du nombre d'habitants est connue à travers les recensements de la population effectués dans la commune depuis 1793. Pour les communes de moins de 10 000 habitants, une enquête de recensement portant sur toute la population est réalisée tous les cinq ans, les populations de référence des années intermédiaires étant quant à elles estimées par interpolation ou extrapolation. Pour la commune, le premier recensement exhaustif entrant dans le cadre du nouveau dispositif a été réalisé en 2004.

En 2022, la commune comptait 1 398 habitants, en évolution de −2,65 % par rapport à 2016 (Seine-Maritime : +0,35 %, France hors Mayotte : +2,11 %).
| 1793 | 1800  | 1806  | 1821  | 1831  | 1836  | 1841  | 1846  | 1851 |
| ---- | ----- | ----- | ----- | ----- | ----- | ----- | ----- | ---- |
| 959  | 1 100 | 1 150 | 1 098 | 1 132 | 1 100 | 1 028 | 1 064 | 958  |

| 1856  | 1861  | 1866  | 1872 | 1876  | 1881 | 1886 | 1891 | 1896 |
| ----- | ----- | ----- | ---- | ----- | ---- | ---- | ---- | ---- |
| 1 055 | 1 055 | 1 025 | 989  | 1 005 | 960  | 998  | 959  | 928  |

| 1901 | 1906 | 1911 | 1921 | 1926 | 1931 | 1936 | 1946 | 1954 |
| ---- | ---- | ---- | ---- | ---- | ---- | ---- | ---- | ---- |
| 883  | 835  | 859  | 790  | 820  | 841  | 801  | 875  | 847  |

| 1962 | 1968 | 1975 | 1982  | 1990  | 1999  | 2004  | 2006  | 2009  |
| ---- | ---- | ---- | ----- | ----- | ----- | ----- | ----- | ----- |
| 772  | 735  | 927  | 1 059 | 1 161 | 1 222 | 1 256 | 1 289 | 1 451 |

| 2014  | 2019  | 2022  | - | - | - | - | - | - |
| ----- | ----- | ----- | - | - | - | - | - | - |
| 1 441 | 1 405 | 1 398 | - | - | - | - | - | - |

## Culture locale et patrimoine
Le 14 octobre 2023, une Association pour le Patrimoine d'Angerville l'Orcher (APALO) est créée ; placée sous la direction de Mélanie Lechevallier, avec la participation de l'historien Nicolas Preud'homme et de l'écrivaine Catherine Vargues, elle entend contribuer à préserver les lieux patrimoniaux et entretenir la vie culturelle du village.

### Lieux et monuments
- L'Église Notre-Dame, classée monument historique, conserve un portail du XIe siècle et un clocher de l'époque romane (XIIe – XIIIe siècle) figurant parmi les plus remarquables de l'architecture romane du Pays de Caux[43]. Le chœur date du XIVe siècle, tandis qu'un porche a été ajouté au XVIIIe siècle[32]. Au sein de l'église, un retable du XIXe siècle, conçu dans l'imitation du style du XVIIe siècle, figure la Présentation au Temple, orné de quatre chandeliers en bois doré et d'une croix au-dessus du tabernacle datant de la même période[29]. En ce qui touche aux décors intérieurs de l'église, une litre seigneuriale consistant en une bande noire à valeur funéraire de 51 cm de large est située à environ 2,52 m du sol de l'église dont elle parcourt les murs intérieurs dans la chapelle nord reconvertie en sacrisitie. Un blason seigneurial peint sur un mur de la chapelle nord présente de fortes similitudes avec les armoiries de la famille Du Hamel de Grémonville de Melmont d'Orcher[44]. Concernant les ornements extérieurs, un timbre représente une couronne richement décorée de perles et de rubis, consistant en neuf pointes surmontées de grosses perles blanches. Les supports sont des feuillages rappelant les feuilles d’acanthe. Les tenants sont des archers, torse nu, portant des pagnes et des épaulettes en feuilles. Ils tiennent un arc dans une main et soutiennent, de l’autre, des feuilles d’acanthe entourant l’écu. Sur le mur septentrional, des lévriers blancs se superposent aux tenants hommes, debout sur leurs pattes arrière et posant leurs pattes avant sur les supports de feuillage. Le sol est peint de manière sommaire, suggérant un parterre d’herbes. Sur le mur sud, les armoiries sont altérées et difficilement discernables. Le mur ouest présente un blason très altéré par un nettoyage incontrôlé. Sur le mur nord, le blason est mieux préservé, il présente l’écusson et les lévriers gris clairs plus visibles[45].

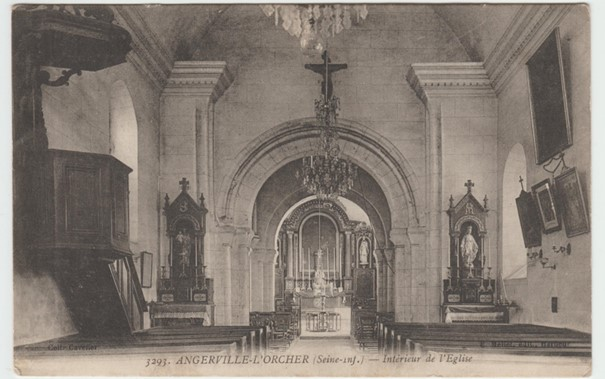
Photographie ancienne de l'intérieur de l'église d'Angerville l'Orcher.

L'église
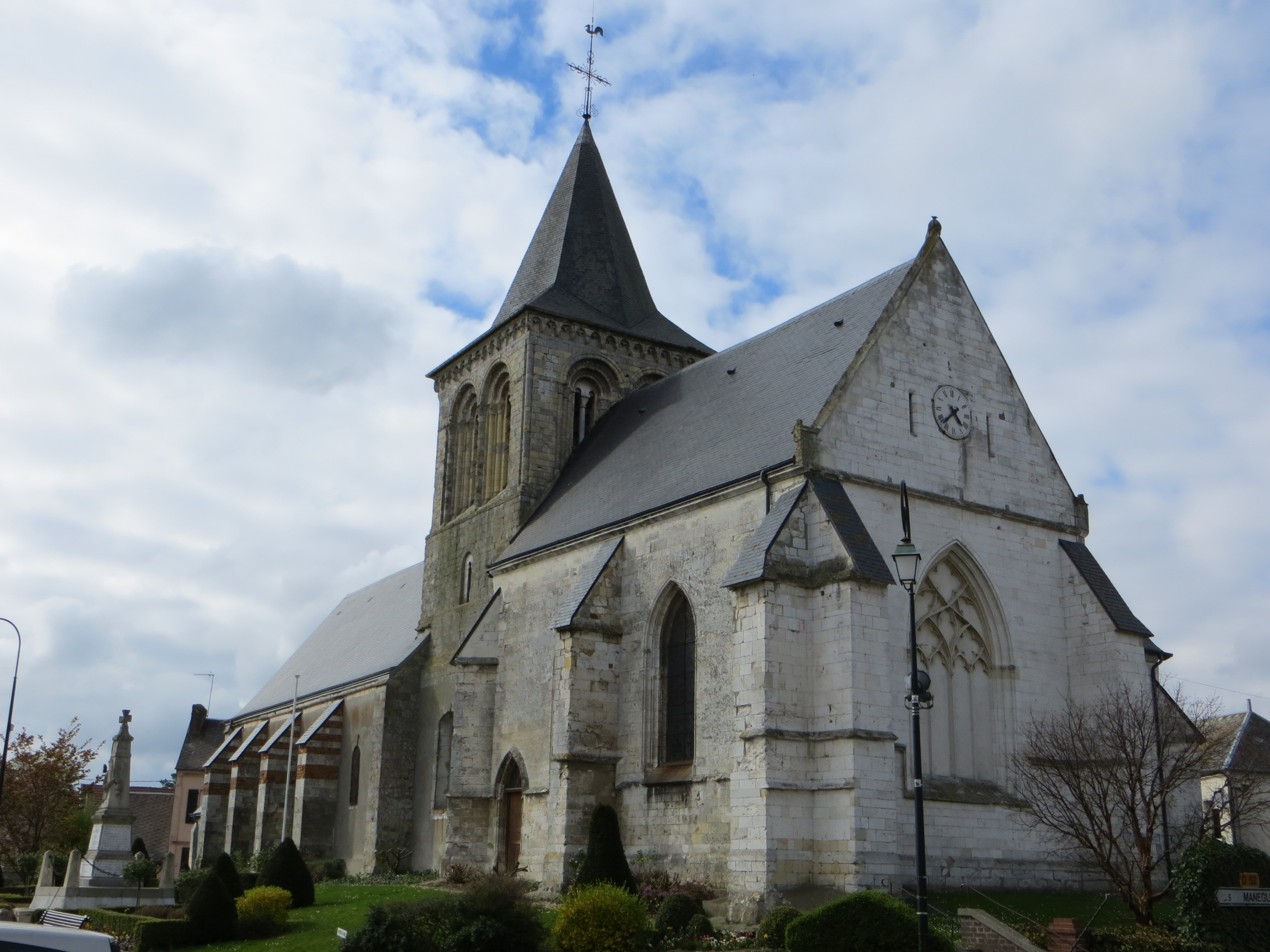
L'église romane bâtie à partir du XIe siècle
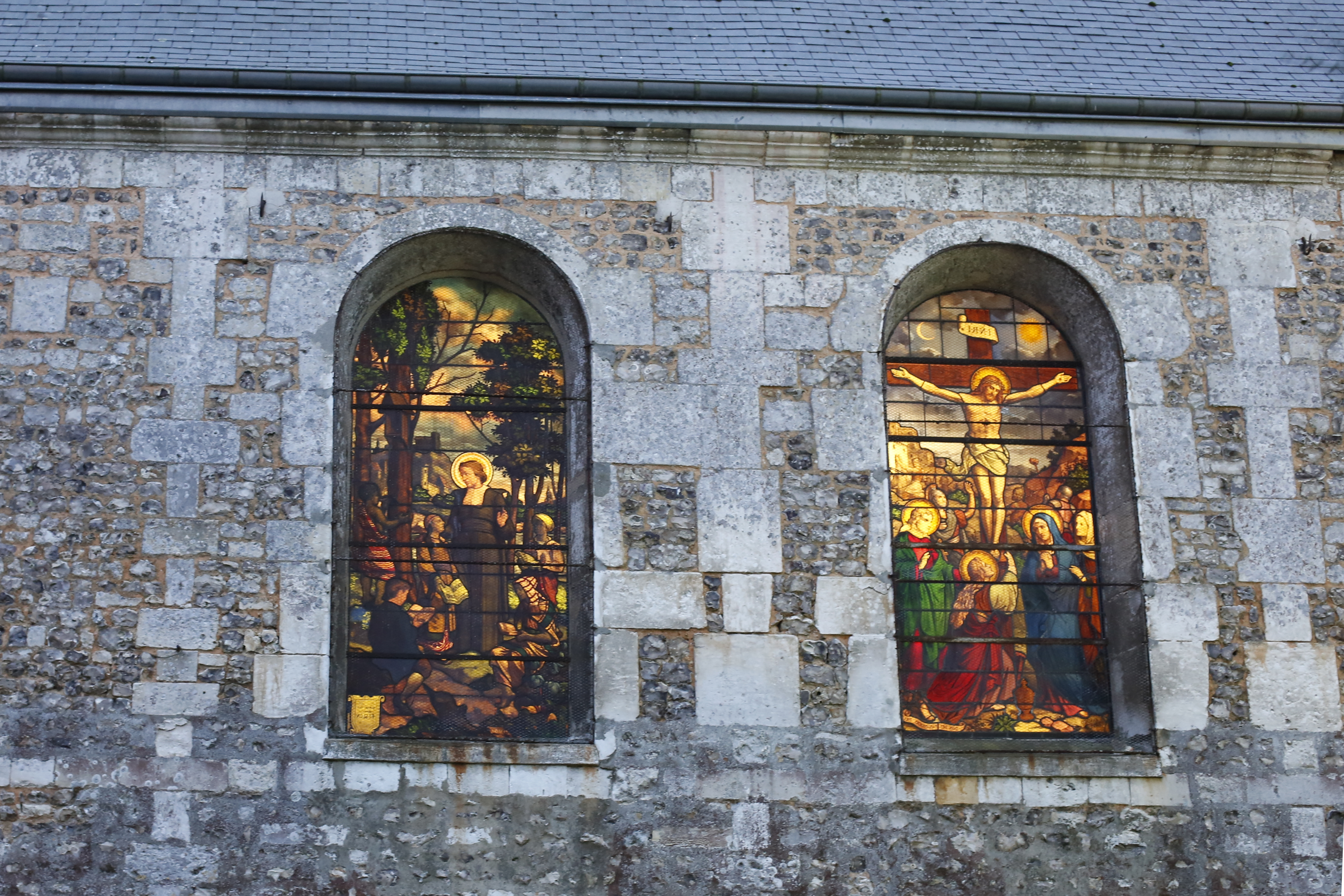
Les vitraux de la façade nord
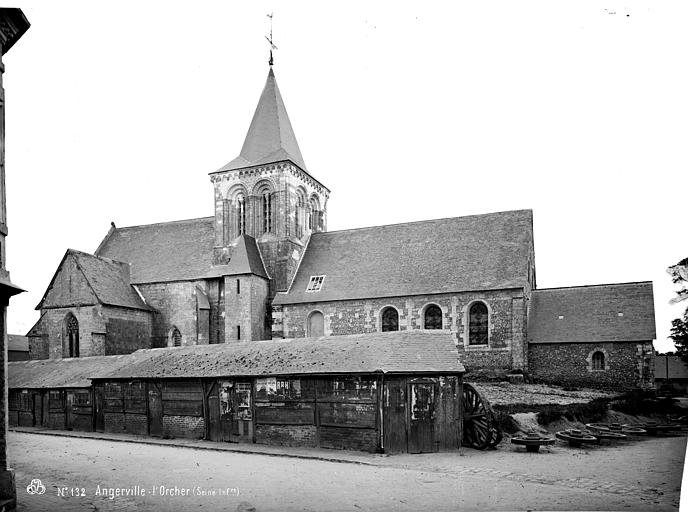
La façade nord au début du XXe siècle
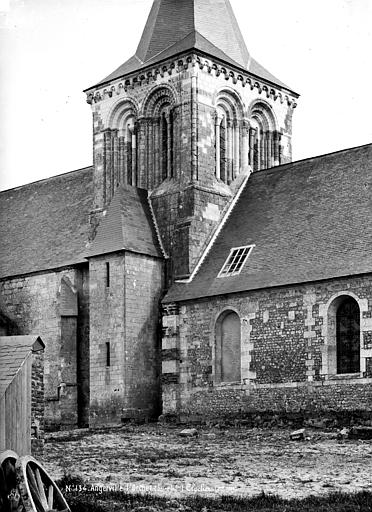
Le clocher à la même époque

- L'ancien manoir seigneurial, restructuré en presbytère au milieu du XVIIIe siècle[32], est reconverti en bâtiment municipal et en école sous la Révolution française, redevint presbytère au XIXe siècle, avant d'être à nouveau reconverti en mairie en 2016-2017[46].

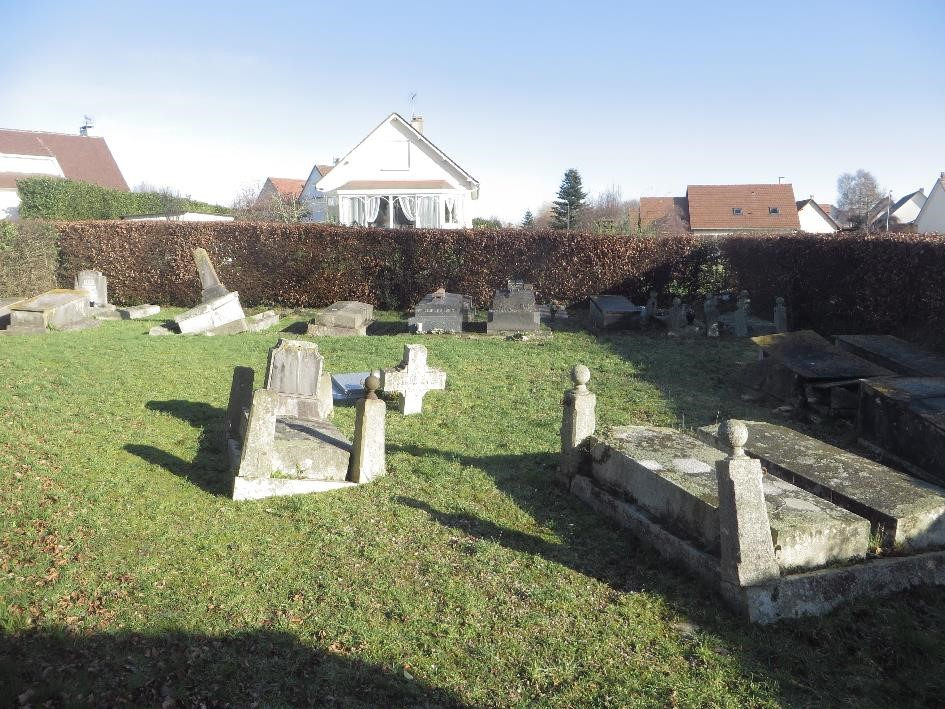
L'ancien cimetière protestant d'Angerville l'Orcher

- L'ancien cimetière protestant, dont l'origine remonte probablement à l'époque moderne, et qui demeura actif sur son site actuel au moins au XIXe siècle et au début du XXe siècle, est aujourd'hui désaffecté[47].

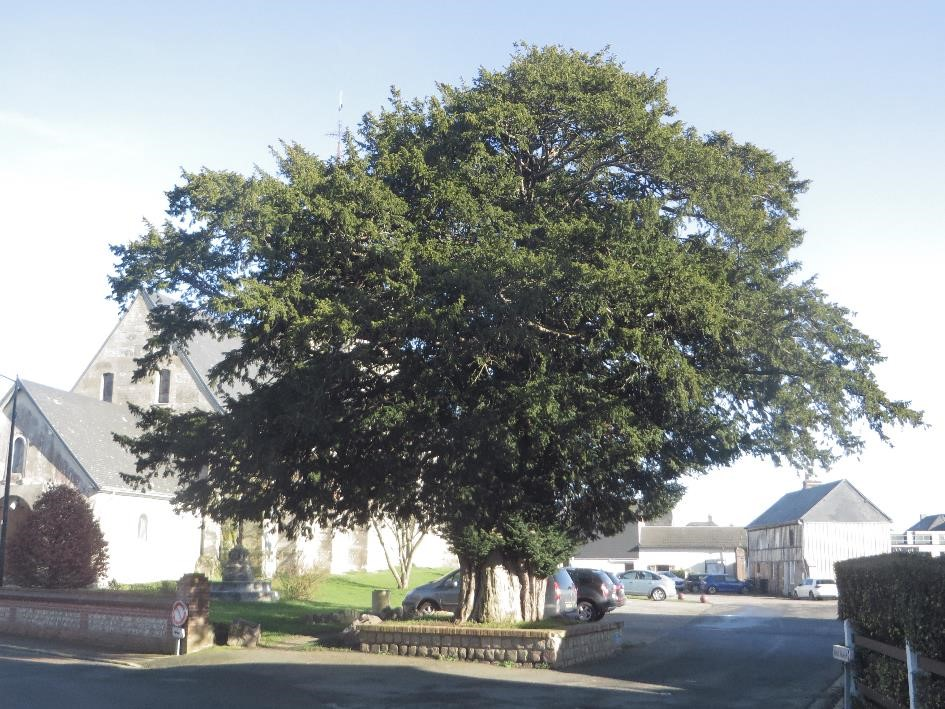
If d'Angerville l'Orcher classé en 1932.

### Patrimoine naturel
Site classé
- L'If commun de l'ancien cimetière,  Site classé (1932) ; IXe siècle[48].

### Personnalités liées à la commune
Le 23 mars 1789, lors de l'élection des représentants aux États généraux, le curé d'Angerville l'Orcher, Pierre-Charles Eude, est élu député avec une large majorité au premier tour. Âgé à ce moment-là de cinquante ans, cet homme était réputé être un homme éclairé par l'esprit des Lumières. Il avait pris part activement au mouvement des assemblées provinciales de 1787, à travers ses fonctions de procureur-syndic de la commission permanente de l'assemblée de Montivilliers. Expérimenté sur les questions financières, administratives et sociales, il demeura cependant très effacé à l'Assemblée Nationale Constituante. Il fait partie des clercs qui acceptèrent la Constitution civile du clergé, en étant toutefois parmi les derniers à se décider, le 3 janvier 1791. On ne lui connaît pas d'interventions personnelles, seulement un congé de six semaines accordé le 9 avril 1791.
Sous la Révolution française et le Consulat, à l'époque où Angerville l'Orcher était chef-lieu de canton, Louis Robin exerça les fonctions de juge de paix dans son tribunal établi au sein de l'ancien presbytère de la commune d'Angerville l'Orcher. Les archives judiciaires de ce tribunal local ont été conservées.

### Héraldique
| Armes d'Angerville-l'Orcher | Les armes de la commune d'Angerville-l'Orcher se blasonnent ainsi : D'or à la quintefeuille de sable surmontée d'un léopard de gueules. La présence d'un léopard rappelle les armes de la Normandie. |